# 帕雷特斯
帕雷特斯，是西班牙加泰罗尼亚巴塞罗那省的一个市镇。总面积9平方公里，总人口14983人（2001年），人口密度1665人/平方公里。